# Förtenning

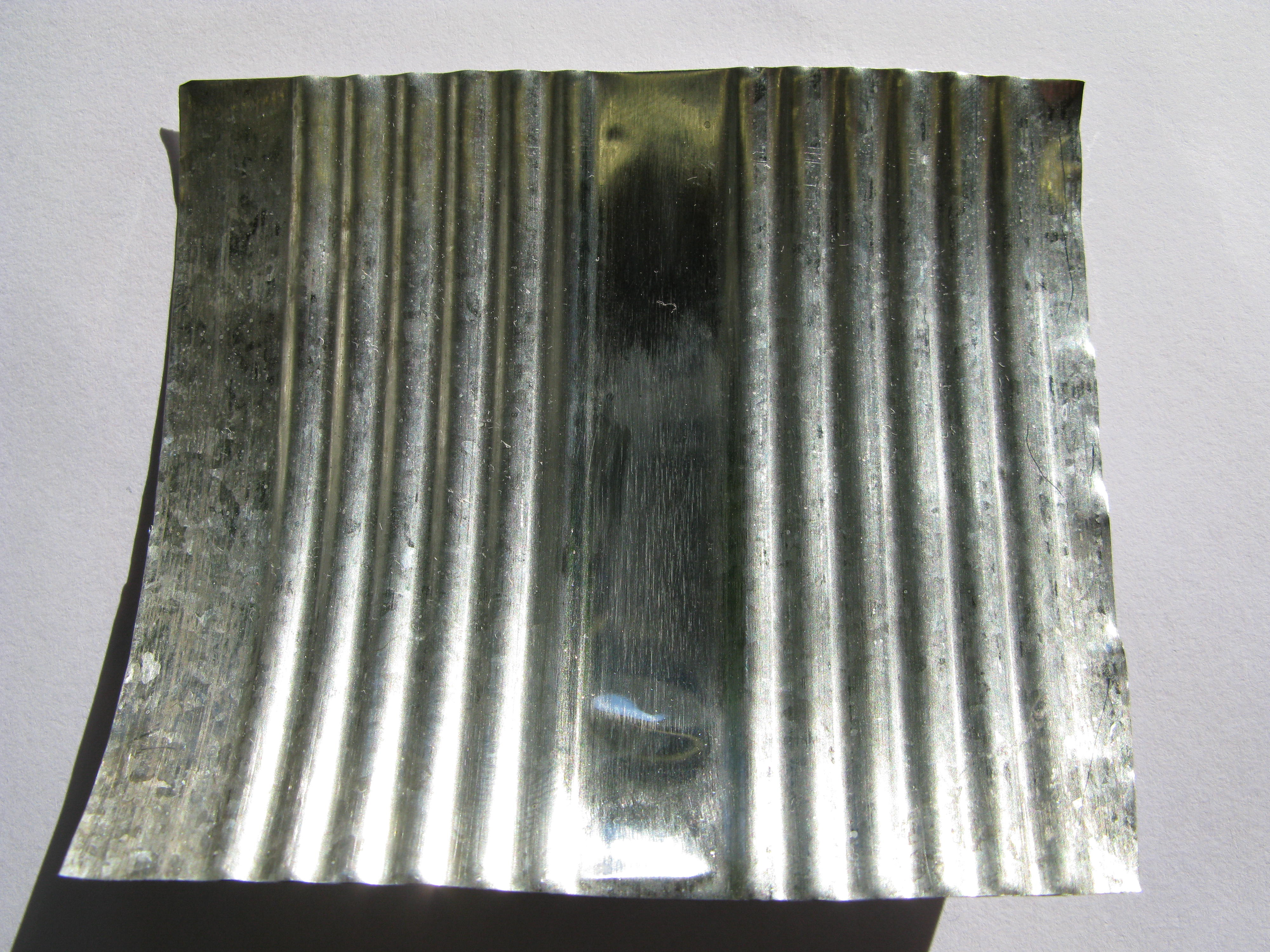
Insidan av en förtennad burk

Förtenning är en behandling av metallytor där man lägger på ett lager tenn som ska förhindra korrosion av det underliggande materialet.

## Metoder
- Elektroplätering påför ett skyddande tennskikt.
- Varmdoppning kallas det när man doppar föremålet i smält tenn.[källa behövs]
- Kemisk förtenning kallas det när materialet behandlas med en varm tennsaltlösning.[1]

## Historia
Under de tider när människor använde kopparkärl var förtenningen av dessa livsviktig för att man inte skulle bli förgiftad av kopparoxid (ärg). Förtenning utfördes i äldre tider av kittelflickare och under 1900-talet av kringresande romer.